# Дијана Штевин
Дијана Штевин (23. октобар 1986) српска је рукометашица која игра на позицији десног бека и наступа за Сел сир Бел и репрезентацију Србије.
Године 2011. освојила је првенство и куп Србије.